# آمیلاز
آمیلازها آنزیم‌هایی از گروه گلیکوزید هیدرولاز هستند که باعث تجزیهٔ زنجیره‌های کربوهیدرات‌ها مانند نشاسته می‌شوند.

## کارکردها
آمیلاز در بدن انسان در بزاق، آنزیم‌های لوزالمعده و روده باریک یافت می‌شود. این آنزیم باعث تجزیه زنجیره‌های پلی‌ساکارید مانند نشاسته به اجزای کوچک‌تر و دی‌ساکاریدهایی مانند مالتوز می‌شود و نقش مهمی در گوارش کربوهیدرات‌ها دارد. سایر بافت‌ها نیز تا حدودی فعالیت آمیلازی دارند مثل: تخمدان‌ها، روده باریک و بزرگ و ماهیچه‌های مخطط.
آلفا آمیلاز موجود در بزاق، کمی از نشاسته را تبدیل می‌کند چون مدت توقف غذا در دهان ناچیز است ولی قسمت عمده فعالیت این آنزیم مربوط به آمیلاز لوزالمعده است. آمیلاز به‌طور طبیعی از سلول‌های آسینار پانکراس به مجرای پانکراس و سپس دوازدهه ترشح می‌گردد و در روده به تجزیه نشاسته کمک می‌کند.

### مقدمه و تعریف
آمیلاز آنزیمی است که به طور گسترده در بدن انسان و بسیاری از موجودات زنده یافت می‌شود. این آنزیم نقش کلیدی در تجزیه کربوهیدرات‌های پیچیده به قندهای ساده‌تر دارد. آمیلاز به دو شکل اصلی آلفا و بتا وجود دارد که آلفا-آمیلاز در بدن انسان فعالیت دارد.
آمیلازها جزء آنزیم‌های هیدرولاز محسوب می‌شوند که قادر به شکستن پیوندهای گلیکوزیدی در کربوهیدرات‌های پیچیده هستند. این آنزیم‌ها در طبیعت به وفور یافت می‌شوند و در صنایع غذایی نیز کاربردهای گسترده‌ای دارند.
از نظر ساختار مولکولی، آمیلازها معمولاً پروتئین‌های تک زنجیره‌ای با وزن مولکولی بین 50 تا 60 کیلو دالتون هستند. ساختار سه‌بعدی این آنزیم‌ها شامل یک محل فعال است که به صورت خاصی برای شناسایی و شکستن پیوندهای گلیکوزیدی طراحی شده است.
در تکامل موجودات زنده، آمیلازها از جمله اولین آنزیم‌هایی بودند که ظاهر شدند. این موضوع نشان‌دهنده اهمیت حیاتی آنها در متابولیسم انرژی است. جالب توجه است که ژن‌های کدکننده آمیلاز در انسان و سایر پستانداران شباهت زیادی به هم دارند.
در صنعت، آمیلازها از منابع مختلفی مانند باکتری‌ها، قارچ‌ها و گیاهان استخراج می‌شوند. این آنزیم‌ها در تولید مواد غذایی، صنایع نساجی و حتی تولید سوخت‌های زیستی کاربرد دارند.

## محل‌های تولید و ترشح
آمیلاز در بدن انسان عمدتاً در سه محل اصلی تولید می‌شود:
۱.غدد بزاقی: 

- عمدتاً در غدد بناگوشی (پاروتید)

- شروع فرآیند هضم نشاسته در دهان

- ترشح آن با تحریک چشایی و جویدن افزایش می‌یابد
در غدد بزاقی، آمیلاز توسط سلول‌های آسینار ترشح می‌شود. این آنزیم در بزاق به صورت محلول وجود دارد و بلافاصله پس از مخلوط شدن با غذا فعالیت خود را آغاز می‌کند. ترشح آمیلاز بزاقی تحت کنترل سیستم عصبی خودمختار است.
۲.لوزالمعده (پانکراس):

- تولید در سلول‌های آسینار

- ترشح به مجرای پانکراس و سپس دوازدهه

- بخش عمده هضم نشاسته را بر عهده دارد
آمیلاز پانکراسی به صورت پیش‌آنزیم ترشح می‌شود و در دوازدهه فعال می‌شود. این آنزیم در مقایسه با آمیلاز بزاقی مقاومت بیشتری در برابر pHهای بالاتر دارد و می‌تواند در محیط قلیایی‌تر روده کوچک به فعالیت خود ادامه دهد.
۳.روده باریک: 

- تولید در سلول‌های جدار روده

- تکمیل فرآیند هضم کربوهیدرات‌ها
سلول‌های ریزپرز دار روده کوچک نیز قادر به تولید آمیلاز هستند. این آنزیم‌ها معمولاً به صورت غشایی هستند و به هضم نهایی کربوهیدرات‌ها کمک می‌کنند.
علاوه بر این، برخی از میکروارگانیسم‌های روده نیز توانایی تولید آمیلاز را دارند. این آنزیم‌ها در هضم فیبرهای غذایی و تولید اسیدهای چرب کوتاه زنجیر نقش دارند.
علاوه بر دستگاه گوارش، برخی بافت‌های دیگر نیز فعالیت آمیلازی دارند:
۱.تخمدان‌ها:

- نقش در متابولیسم گلیکوژن

- ارتباط با چرخه قاعدگی
در تخمدان‌ها، آمیلاز در متابولیسم گلیکوژن فولیکولار نقش دارد. سطح این آنزیم در طول چرخه قاعدگی تغییر می‌کند و ممکن است در کیفیت تخمک‌ها تأثیرگذار باشد.
۲.روده بزرگ:

- فعالیت محدود

- نقش در متابولیسم فیبرهای غذایی
در روده بزرگ، آمیلاز عمدتاً توسط میکروفلورای روده تولید می‌شود. این آنزیم در تجزیه فیبرهای غذایی مقاوم به هضم نقش دارد و به تولید اسیدهای چرب کوتاه زنجیر کمک می‌کند.
۳.ماهیچه‌های مخطط:

- متابولیسم گلیکوژن ذخیره شده

- تأمین انرژی سریع
آمیلاز عضلانی عمدتاً در متابولیسم گلیکوژن ذخیره شده در عضلات نقش دارد. این آنزیم به عضلات اجازه می‌دهد در شرایط نیاز سریع به انرژی، گلیکوژن را به گلوکز-۱-فسفات تبدیل کنند.
سایر بافت‌های دارای فعالیت آمیلازی:

- کبد: در متابولیسم گلیکوژن

- ریه‌ها: در ترشحات برونشیل 

- لوله فالوپ: در مایع لوله‌ای.

## مکانیسم عمل
آمیلاز با شکستن پیوندهای گلیکوزیدی آلفا-۱ و ۴ در مولکول‌های نشاسته عمل می‌کند. این فرآیند به صورت زیر است:
۱.مرحله اول: 

- شکستن نشاسته به دکسترین‌های کوچکتر

- تولید الیگوساکاریدها
آمیلاز ابتدا مولکول‌های نشاسته را به صورت تصادفی مورد حمله قرار می‌دهد و پیوندهای آلفا-۱ و ۴ را می‌شکند. این عمل منجر به تولید مالتوز، مالتوتریوز و دکسترین‌های محدود می‌شود.
۲.مرحله دوم: 

- تجزیه به دی‌ساکاریدها (عمدتاً مالتوز)

- در نهایت تولید مونوساکاریدها
برای تکمیل هضم، آنزیم‌های دیگری مانند مالتاز و ایزومالتاز نیز مورد نیاز هستند. این آنزیم‌ها محصولات ناشی از فعالیت آمیلاز را به گلوکز تبدیل می‌کنند.
فعالیت آمیلاز به عوامل متعددی مانند pH محیط، دما و حضور بازدارنده‌ها بستگی دارد. pH بهینه برای فعالیت آمیلاز بزاقی حدود 6.7 و برای آمیلاز پانکراسی حدود 7.1 است.
مطالعات کینتیک نشان داده‌اند که آمیلاز از مکانیسم کاتالیزوری دوگانه استفاده می‌کند. در این مکانیسم، دو باقیمانده اسید آسپارتیک در محل فعال آنزیم نقش کلیدی دارند.

## اهمیت بالینی
سطح آمیلاز در خون و ادرار شاخص مهمی در تشخیص بیماری‌هاست:
۱.پانکراتیت حاد: 

- افزایش شدید سطح آمیلاز خون
در پانکراتیت حاد، سطح آمیلاز خون ممکن است تا 10 برابر حد طبیعی افزایش یابد. این افزایش معمولاً طی 12-24 ساعت به اوج خود می‌رسد و طی 3-5 روز به حالت طبیعی بازمی‌گردد.
۲.بیماری‌های غدد بزاقی: 

- مانند اوریون 

- افزایش آمیلاز بزاقی
در اوریون، سطح آمیلاز بزاقی ممکن است به طور قابل توجهی افزایش یابد. این افزایش معمولاً با تورم غدد بزاقی همراه است و می‌تواند در تشخیص بیماری کمک‌کننده باشد.
۳.نارسایی پانکراس: 

- کاهش سطح آمیلاز 

- در موارد مزمن
در نارسایی مزمن پانکراس، سطح آمیلاز خون ممکن است کاهش یابد. این کاهش معمولاً با علائمی مانند سوءجذب و استئاتوره همراه است.
سایر کاربردهای بالینی اندازه‌گیری آمیلاز:
- تشخیص حاملگی خارج رحمی 

- ارزیابی آسیب‌های شکمی 

- پایش بیماری‌های کلیوی 

- تشخیص برخی سرطان‌ها.
حاملگی خارج رحمی:  
سطوح غیرطبیعی آمیلاز در تشخیص حاملگی خارج رحمی نقش مهمی دارد. در این شرایط، افزایش آمیلاز عمدتاً ناشی از ترشح آنزیم از لوله فالوپ است. میزان آمیلاز سرم ممکن است تا ۳ برابر حد طبیعی افزایش یابد که معمولاً ۴-۶ هفته پس از آخرین قاعدگی رخ می‌دهد. این افزایش همراه با درد شکم و خونریزی واژینال، نشانه‌ای کلیدی برای تشخیص سریع است. اندازه‌گیری همزمان آمیلاز و β-hCG دقت تشخیص را به ۹۲٪ می‌رساند.
تروماهای شکمی:  
پس از آسیب‌های نافذ شکم، افزایش آمیلاز سرم نشانگر آسیب پانکراس است. سطح آمیلاز طی ۳ ساعت پس از تروما افزایش یافته و اوج آن در ۲۴ ساعت اول مشاهده می‌شود. افزایش بیش از ۲۰۰ IU/L با حساسیت ۸۵٪ آسیب پانکراس را نشان می‌دهد. در موارد آسیب مجرای پانکراس، آمیلاز مایع صفاقی به شدت افزایش می‌یابد که راهکاری تشخیصی ارزشمند است.
بیماری‌های کلیوی:  
اختلال در دفع آمیلاز منجر به افزایش سطح سرمی آن می‌شود. در نارسایی کلیه، کلیرانس آمیلاز ۸۰٪ کاهش می‌یابد و نسبت آمیلاز به کراتینین ادرار به کمتر از ۱٪ می‌رسد (نرمال: ۳-۵٪). همودیالیز ناکافی باعث افزایش ۳ برابری آمیلاز می‌شود. نکته مهم تمایز این افزایش از پانکراتیت است که با سطح لیپاز و نشانه‌های بالینی همراه است.
نئوپلاسم‌ها:  
تومورهای تخمدان خصوصاً سیستادنوم‌های موسینوز، آمیلاز ترشح می‌کنند. سطح آمیلاز در این بیماران ممکن است به ۵۰۰۰ IU/L برسد که پس از برداشت تومور به سرعت نرمال می‌شود. در سرطان ریه، افزایش آمیلاز نوع P (پانکراسی) نشانه متاستاز به پانکراس است. کارسینوم سلول کلیوی نیز با افزایش آمیلاز همراه است.
بیماری‌های روده‌ای:  
در انسداد روده، ایسکمی مزانتریک و پریتونیت، آمیلاز سرم تا ۳ برابر افزایش می‌یابد. مکانیسم این افزایش جذب آمیلاز از حفره صفاقی و کاهش کلییرانس کبدی است. در بیماری سلیاک، افزایش خفیف آمیلاز ناشی از آتروفی پرزهای روده و اختلال در متابولیسم کربوهیدرات‌ها گزارش شده است
|name=آلفا آمیلاز}}
آمیلازها ساختاری پروتئینی دارند و به سه زیرگروه آلفا آمیلاز (α-Amylase)، بتا آمیلاز (β-Amylase) و گاما آمیلاز (γ-Amylase) تقسیم‌بندی می‌شوند.
الف) آلفا آمیلاز که عمل هیدرولیز آن مرتب نبوده و در قسمت‌های مختلف زنجیره اثر می‌کند.
ب) بتا آمیلاز یا آمیلاز باکتری‌ها که زنجیره‌های پلی‌ساکاریدی مانند نشاسته و گلیکوژن را از قسمت انتهایی غیراحیاکنندهٔ آن‌ها هیدرولیز می‌کند و هر بار یک مولکول مالتوز به وجود می‌آورد.
دو ایزو آنزیم عمده آمیلاز مربوط به لوزالمعده (p) و غدد بزاقی (s) است. پی‌اچ مطلوب برای این آنزیم حدود ۷ است. یون‌های کلر، برم، نیترات آن را فعال و سیترات و اگزالات آن را مهار می‌کنند. در واقع آنزیم آمیلاز، نشاسته را از محل پیوندهای ۴–۱ هیدرولیز می‌کند و آن را به مالتوز تبدیل می‌کند.

## اندازه‌گیری سطح خونی
سطح خونی این آنزیم در آسیب سلول‌های لوزالمعده در بیماری پانکراتیت و سایر بیماری‌های لوزالمعده مانند انسداد مجاری لوزالمعده در خون افزایش می‌یابد؛ بنابراین در موارد وجود علائم مربوط به بیماری‌های لوزالمعده مانند درد شدید شکمی، تب، کاهش اشتها و استفراغ این تست درخواست می‌شود.
آسیب سلول‌های آسینار لوزالمعده نیز التهاب یا انسداد در هر قسمتی از مجاری لوزالمعده یا مجرای صفراوی مشترک سبب برگشت آمیلاز به عقب، به داخل بافت لوزالمعده می‌شود. سپس آمیلاز از طریق وریدچه‌ها و عروق لنفاوی جذب خون می‌گردد؛ و سبب افزایش سطح آمیلاز در خون می‌شود. کلیه به‌سرعت آمیلاز را تصفیه می‌کند و در نتیجه سطح آمیلاز در ادرار افزایش می‌یابد. سطح افزایش یافتهٔ آمیلاز در خون «هیپرآمیلازی» نامیده می‌شود. برای مثال در پانکراتیت حاد، مقدار آمیلاز سرم در مدت ۱۲–۲ ساعت شروع به افزایش می‌کند در مدت ۷۲–۱۲ ساعت به اوج می‌رسد و در عرض ۴–۳ روز به‌علت تصفیهٔ آن توسط کلیه‌ها به وضعیت طبیعی بازمی‌گردد. در واقع سطح آمیلاز سرم ۲–۱ روز بعد از بهبود مرحلهٔ حاد بیماری به حد طبیعی برمی‌گردد اما سطح آمیلاز ادرار ۷–۵ روز پس آغاز بیماری بالا باقی می‌ماند این امر به تشخیص پانکراتیت پس از بازگشت سطح سرمی آن به حالت طبیعی کمک می‌کند. آزمون آمیلاز ادرار هر دو آزمون‌های حساسی هستند اما برای اختلالات لوزالمعده اختصاصی نیستند، سایر بیماری‌های غیر لوزالمعده‌ای هم می‌توانند سطح آمیلاز را در سرم و ادرار بالا ببرند. برای مثال در التهاب حاد غدد بناگوشی مانند اوریون و نیز در آنفارکتوس کلیه، بارداری خارج‌رحمی، انسداد روده، ایسکمی مزانتر و اختلالات وخیم روده‌ای هم مقدار آمیلاز افزایش می‌یابد پس باید علاوه بر آن آزمون‌ها به علائم بیماری هم توجه ویژه داشت.
در افراد مبتلا به موکوویسیدوز که یک بیماری مادرزادی لوزالمعده است سطوح آمیلاز سرم کاهش می‌یابد. افزایش آمیلاز خون به همراه کاهش یا نرمال بودن آمیلاز ادرار می‌تواند مطرح‌کننده اختلال در عملکرد کلیه یا حضور ماکروآمیلاز (آمیلاز باند شده به پروتئین‌های خون) در خون باشد که این وضعیت آخر مطرح‌کننده بیماری خاص نمی‌تواند باشد.
در پانکراتیت حاد معمولاً افزایش آمیلاز همسو با افزایش آنزیم دیگری به نام لیپاز است و اغلب در تشخیص این بیماری اندازه‌گیری هر دو آنزیم با یکدیگر درخواست می‌شود ولی در پانکراتیت مزمن که معمولاً به دلیل الکلیسم یا ناهنجاری‌های ژنتیکی مانند سیستیک فیبروزیس اتفاق می‌افتد میزان آمیلاز به‌صورت متوسط افزایش می‌یابد یا در موارد آسیب و از بین رفتن سلول‌های سازنده آمیلاز میزان این آنزیم کاهش می‌یابد.
در اندازه‌گیری آمیلاز باید توجه داشت که داروهایی مانند آسپیرین، ضدبارداری‌های خوراکی، استروئیدها مانند کورتیکواستروئیدها، ایندومتاسین و همچنین داروهای ادرارآور باعث افزایش آمیلاز می‌شود.

## نقش مهارکننده‌های آمیلاز و کنترل قند خون و وزن
مهارکننده‌های آمیلاز یا Amylase Inhibitor دسته‌ای از مواد هستند که با مهار فعالیت آمیلاز از جذب کربوهیدرات‌های پیچیده مانند نشاسته در بدن جلوگیری می‌کنند.
مکمل‌های حاوی مهارکنندهٔ آمیلاز با جلوگیری از تولید آمیلاز عملاً کربوهیدرات‌های پیچیده را بلوکه می‌کنند. این دسته از مواد به‌طور طبیعی در انواع بقولات، گندم و لوبیاها یافت می‌شوند.
در سال‌های ابتدایی استفاده از این مکمل‌ها توفیق چندانی از مصرف آن‌ها حاصل نمی‌شد اما با پیشرفت روش‌های فرآوری و استخراج این دسته از مواد، عملاً تأثیرگذاری آن‌ها نیز افزایش پیدا کرد.